# دمور بارنز
دمور بارنز (انگلیسی: Demore Barnes؛ زاده ۱۶ نوامبر ۱۹۷۶) یک بازیگر اهل کانادا است.
از فیلم‌ها یا برنامه‌های تلویزیونی که وی در آن نقش داشته‌است می‌توان به یگان اشاره کرد.